# Ophiocten abyssicolum
Ophiocten abyssicolum är en ormstjärneart som först beskrevs av Forbes 1843.  Ophiocten abyssicolum ingår i släktet Ophiocten och familjen fransormstjärnor. Inga underarter finns listade i Catalogue of Life.